# Leccinum versipelle
Leccinum versipelle (Elias Magnus Fries & Christopher Theodor Hök, 1835 ex Snell, 1944), sin. Boletus versipellis (Elias Magnus Fries & Hök, 1835), Leccinum testaceo-scabrum (Louis Secretan, 1833 ex Rolf Singer, 1947, nom. nud.), denumit în popor pitărcuță sau roniță (Transilvania), este o specie de ciuperci comestibile din încrengătura Basidiomycota, în familia Boletaceae și de genul Leccinum. Acest burete coabitează, fiind un simbiont micoriza (formează micorize pe rădăcinile arborilor). În România, Basarabia și Bucovina de Nord se dezvoltă în păduri de foioase, dar de asemenea prin parcuri și pajiști sub mesteceni, din iunie până în octombrie.

## Descriere

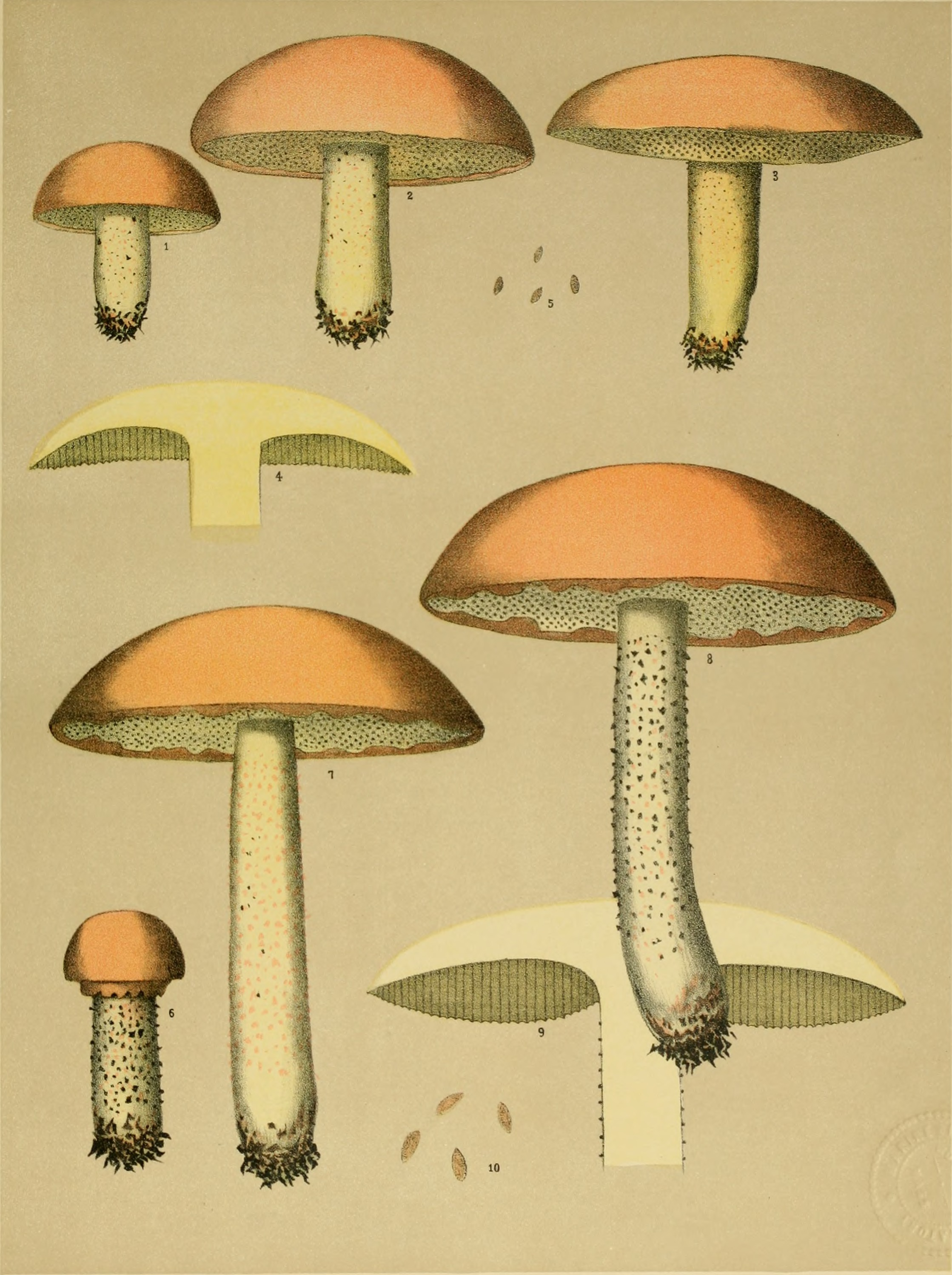

- Pălăria: are un diametru de 8–15 cm, este la început, semisferică, apoi convexă și mai mult sau mai puțin plată cu marginea mai întâi răsfrântă spre picior, la bătrânețe destinsă și ușor danturată. Cuticula este netedă, catifelată pe vreme uscată și lucioasă pe vreme umedă. Culoarea ei este galben-portocalie până roșiatică, mai închisă spre margine.
- Tuburile și porii: sporiferele sunt lungi și subțiri, împinse în jos spre picior, părând spongioși la pipăit și de culoare gri-albuie. Porii sunt foarte mici, rotunzi, relativ deși și colorați gri sau gri-măsliniu.
- Piciorul: Acesta are o înălțime de 10 până la 15 cm și o lățime de 3 până la 5 cm, fiind cilindric și ușor evazat în partea superioară, foarte tare, gros și aproape bulbos, de culoare albicioasă până alb-cenușie, cu suprafața acoperită de solzișori groși negricioși dispuși în șiruri longitudinale.
- Carnea: este În tinerețe compactă și tare, devenind moale la maturitatea avansată, cu un miros slab dar plăcut și gust delicios. Carnea albă se decolorează, odată tăiată, spre negru-albastru sau se înroșește.
- Caracteristici microscopice: are spori lunguieți-fusiformi cu o mărime de 12–16 × 4–5 microni. Pulberea lor este de culoare galben-brună. [4][5]
- Reacții chimice: Tuburile buretelui se colorează cu Hidroxid de potasiu roșu-maroniu, iar tuburile albăstrite galben-verzui, toată ciuperca cu sulfat de fier albastru-verzui, și cu formaldehidă roșu ca carnea somonului.[6]

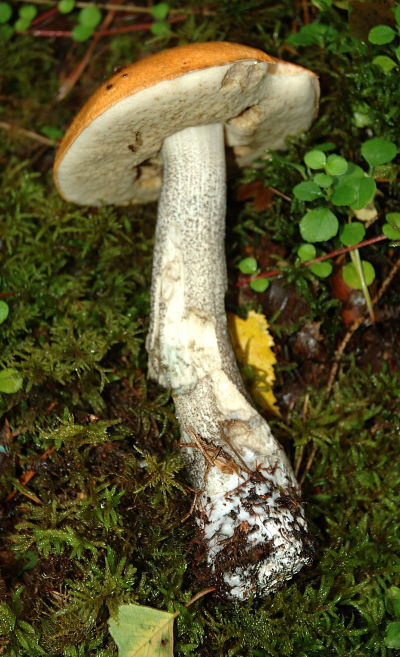
L. versipelle, pori și picior
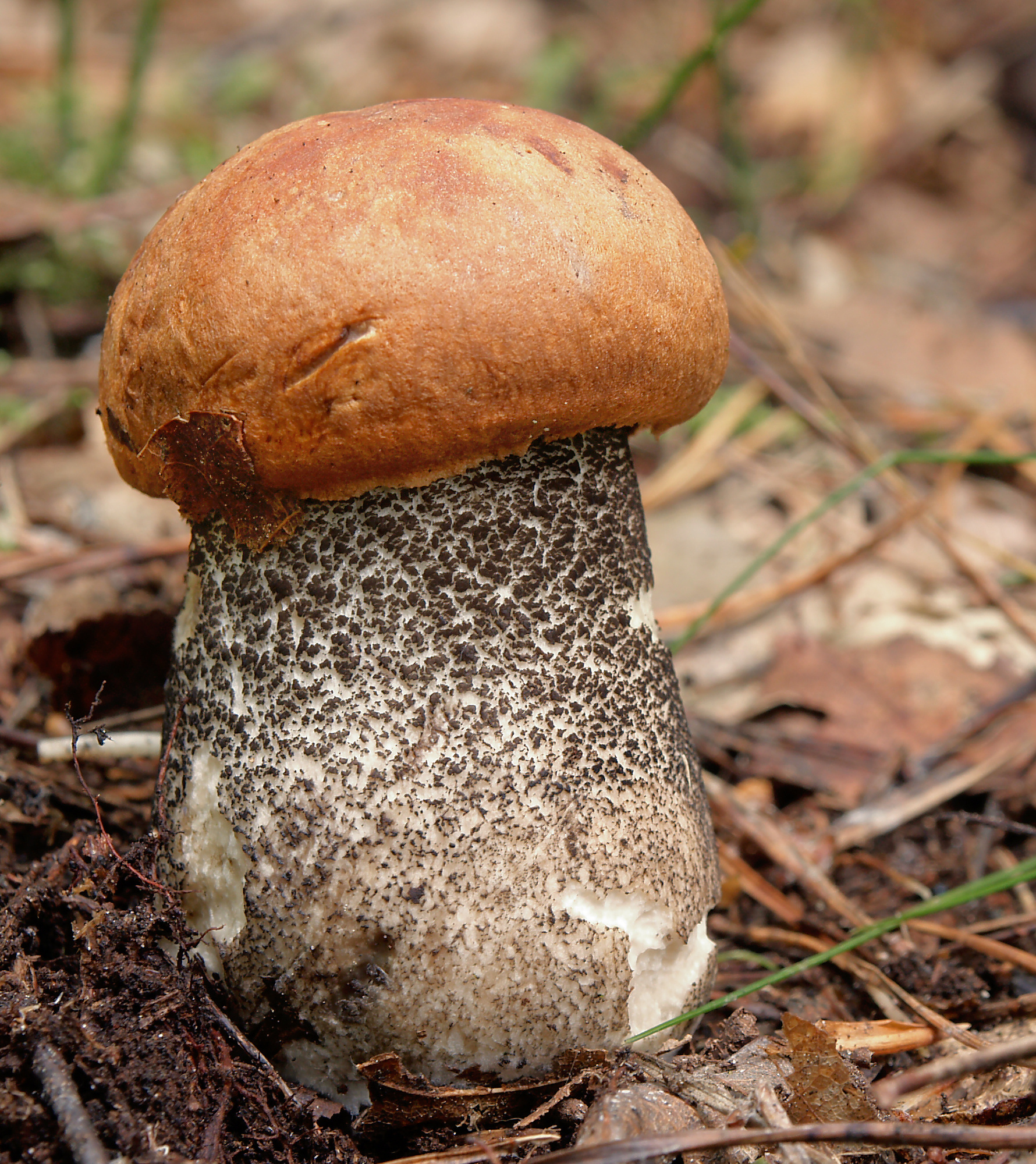
L. versipelle tânăr
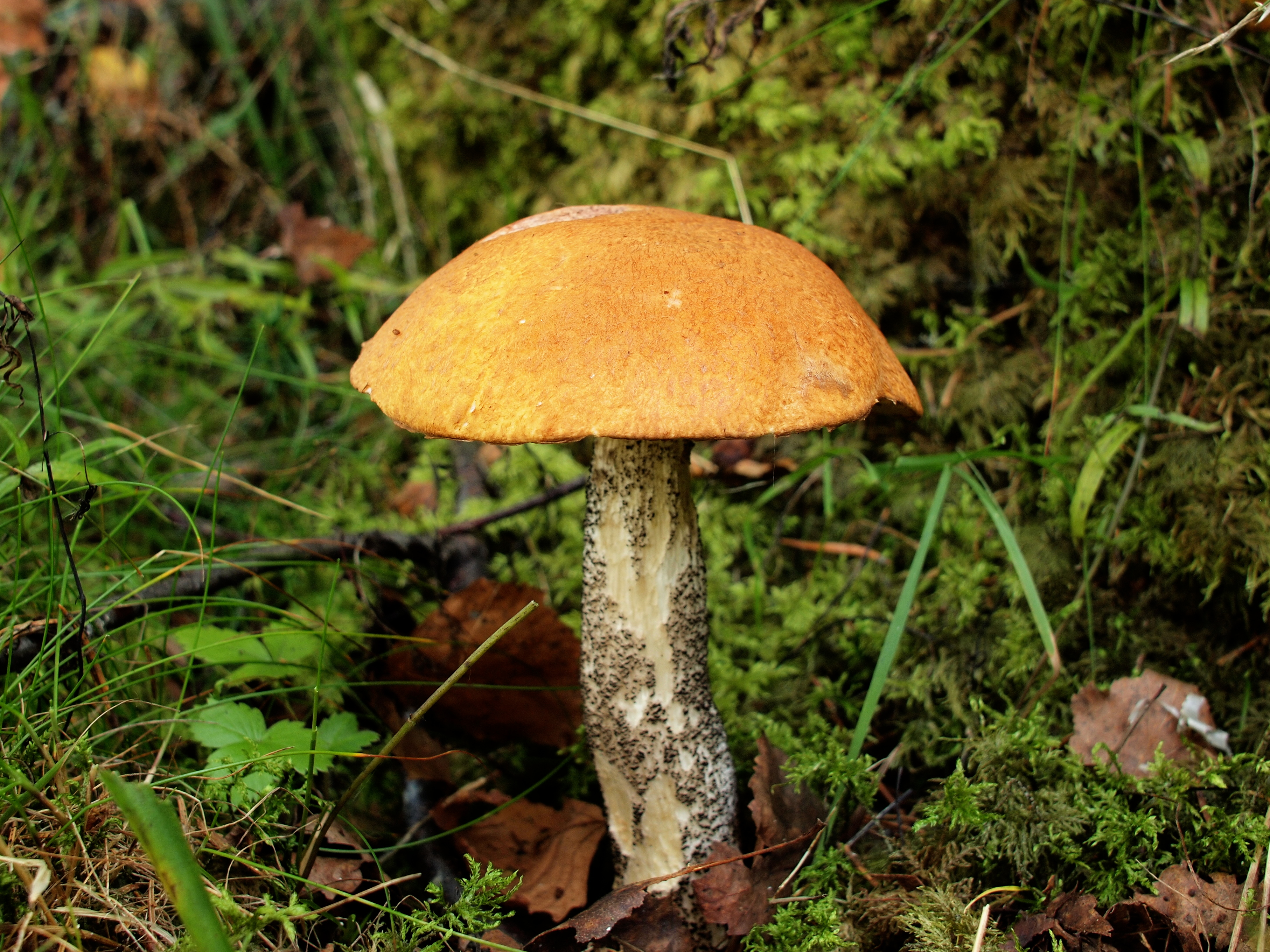
L. versipellis matur
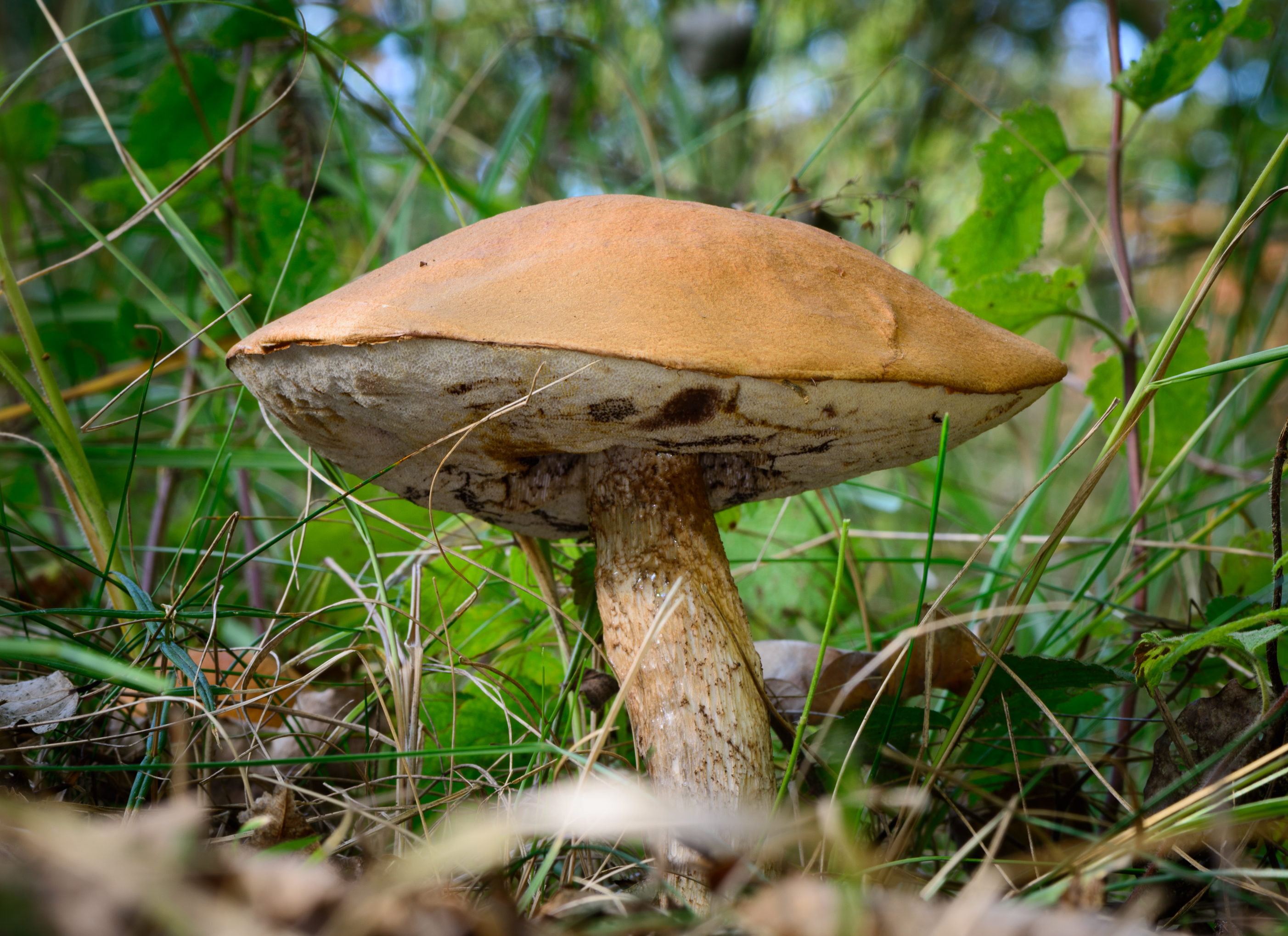
L. versipelle bătrân

## Confuzii
Buretele nu poate fi confundat cu ciuperci necomestibile sau chiar otrăvitoare, ci numai cu specii aproape înrudite, ca de exemplu cu Leccinellum crocipodium sin. Leccinum crocipodium (comestibil), Leccinum aurantiacum (crește în păduri de foioase în special sub plopi precum plopi tremurători, dar de asemenea pe sub sălcii), Leccinum carpini, Leccinum griseum, Leccinum holopus, Leccinum melaneum, Leccinum pseudoscabrum (trăiește în păduri de foioase în special sub carpeni dar și sub aluni, mesteceni sau plopi), Leccinum duriusculum (se dezvoltă sub plopi tremurători), Leccinum piceinum (se dezvoltă în păduri de conifere, mai ales sub molizi pe lângă afine), Leccinum quercinum (crește sub stejari), Leccinum roseofracta (trăiește sub mesteceni), Leccinum scabrum (crește în păduri de foioase, în special sub mesteacăn), Leccinum thalassinum (se dezvoltä sub mesteceni pe teren nisipos și umed, destul de răspândit, dar numai puțin cunoscut), Leccinum vulpinum sau Porphyrellus pseudoscaber sin. Boletus porphyraceus (crește în păduri foioase sau mixte, pe teren nisipos și pe lângă drumuri cu macadam, comestibil dar cam fibros).

## Galerie de imagini (specii asemănătoare)

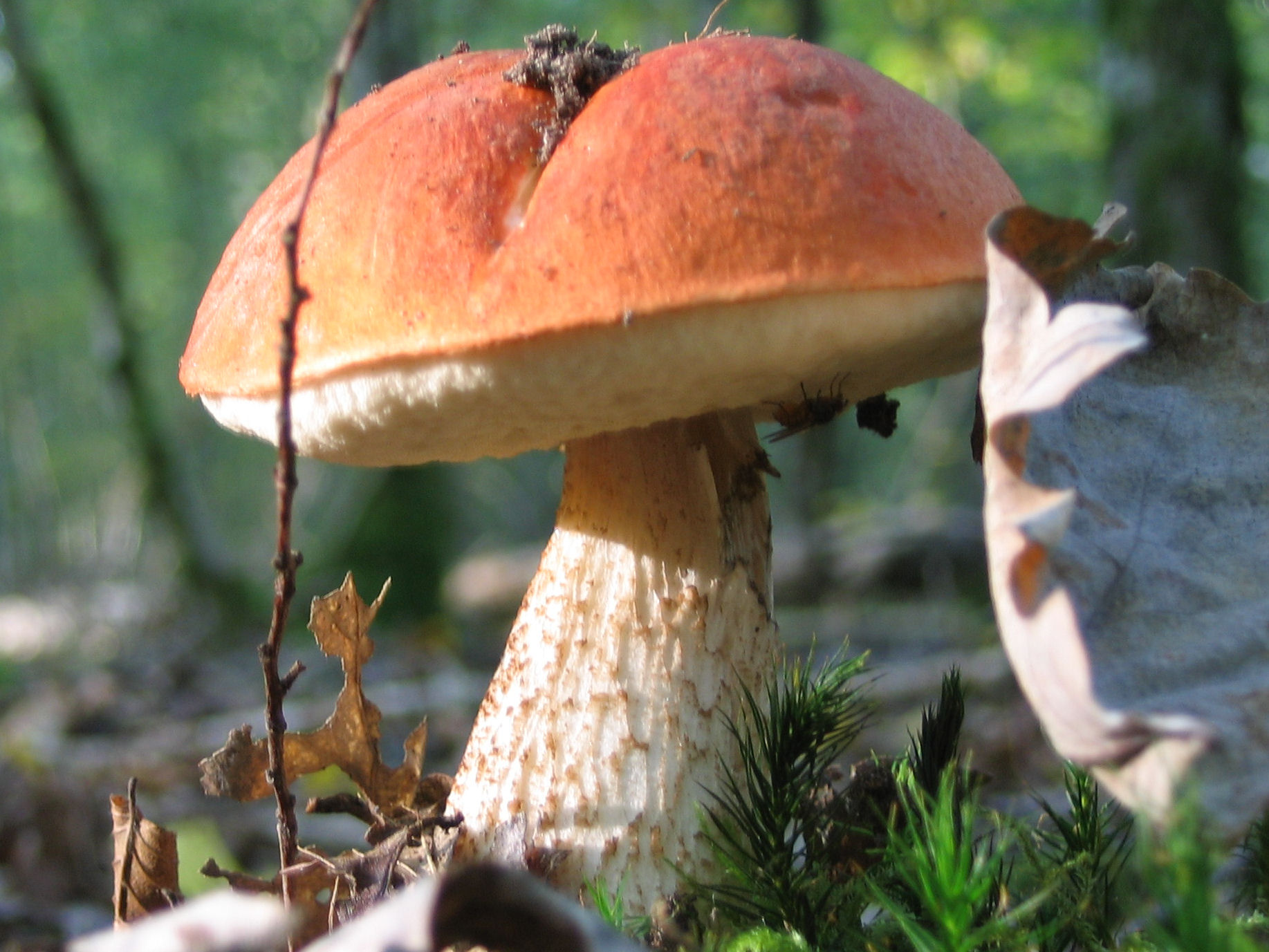
Leccinum aurantiacum
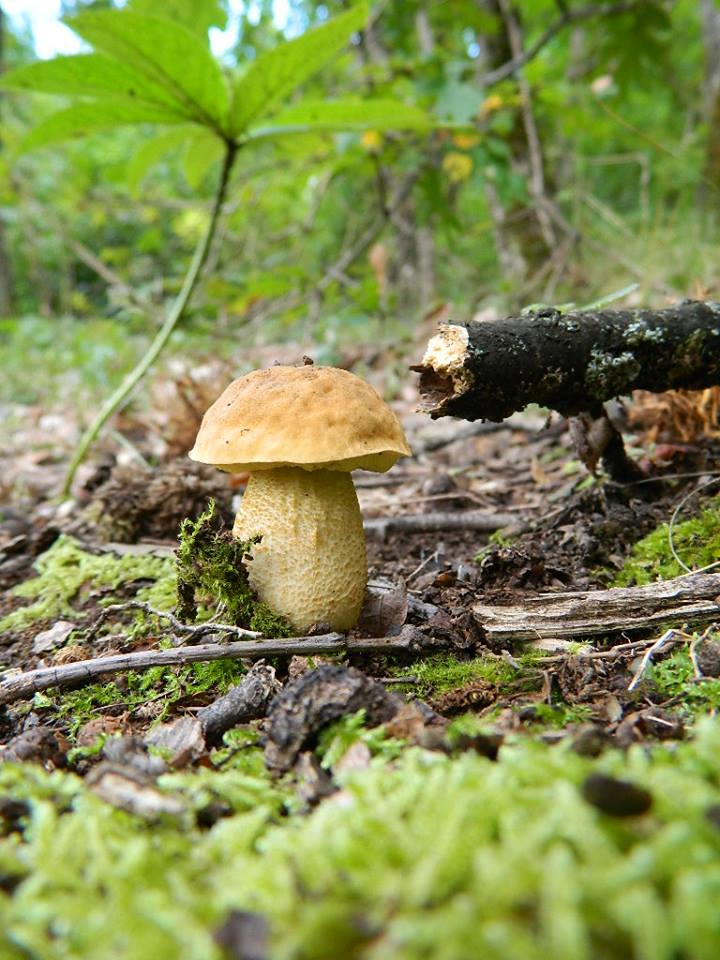
Leccinellum crocipodium sin Leccinum crocipodium
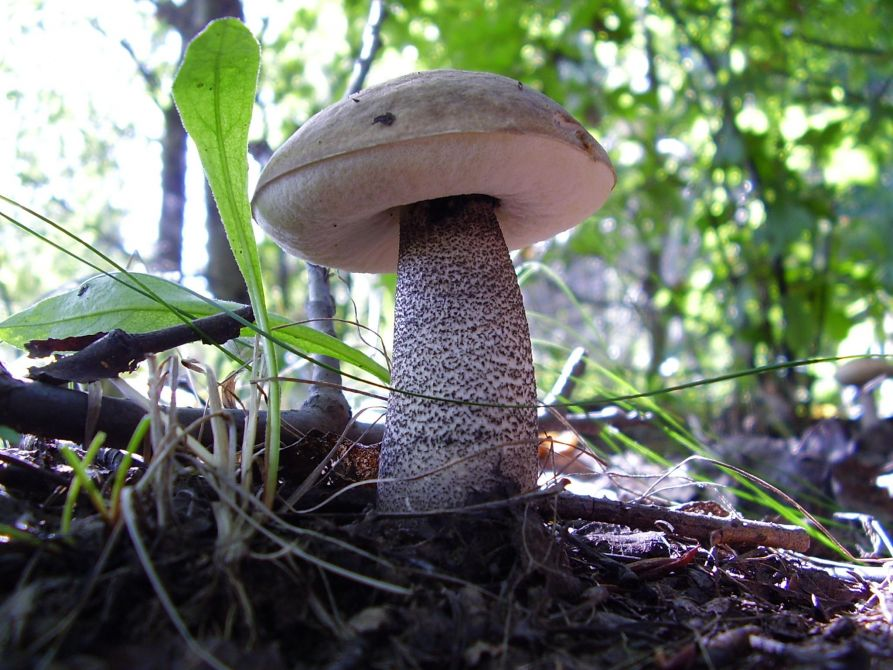
Leccinum duriusculum
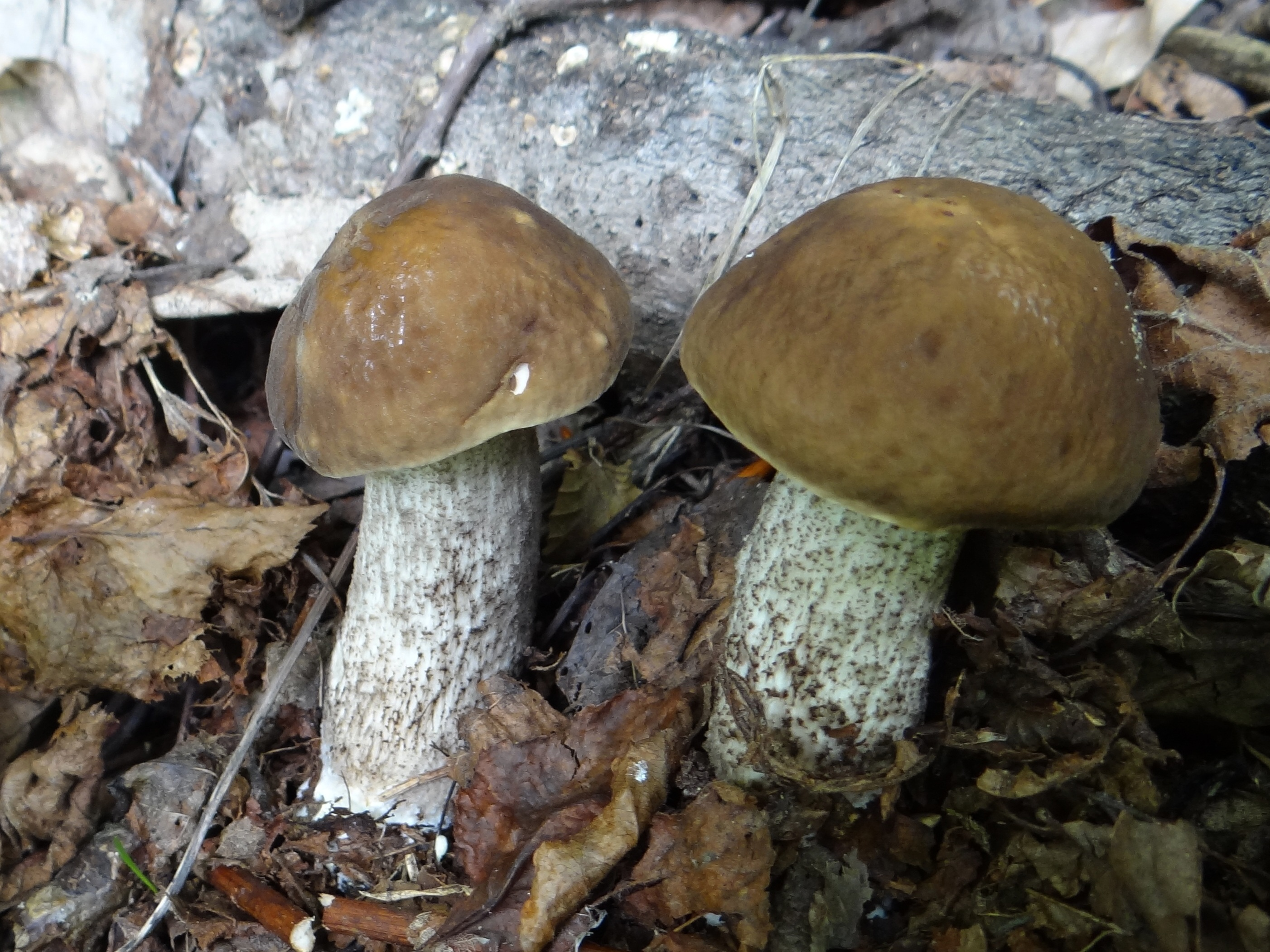
Leccinum griseum
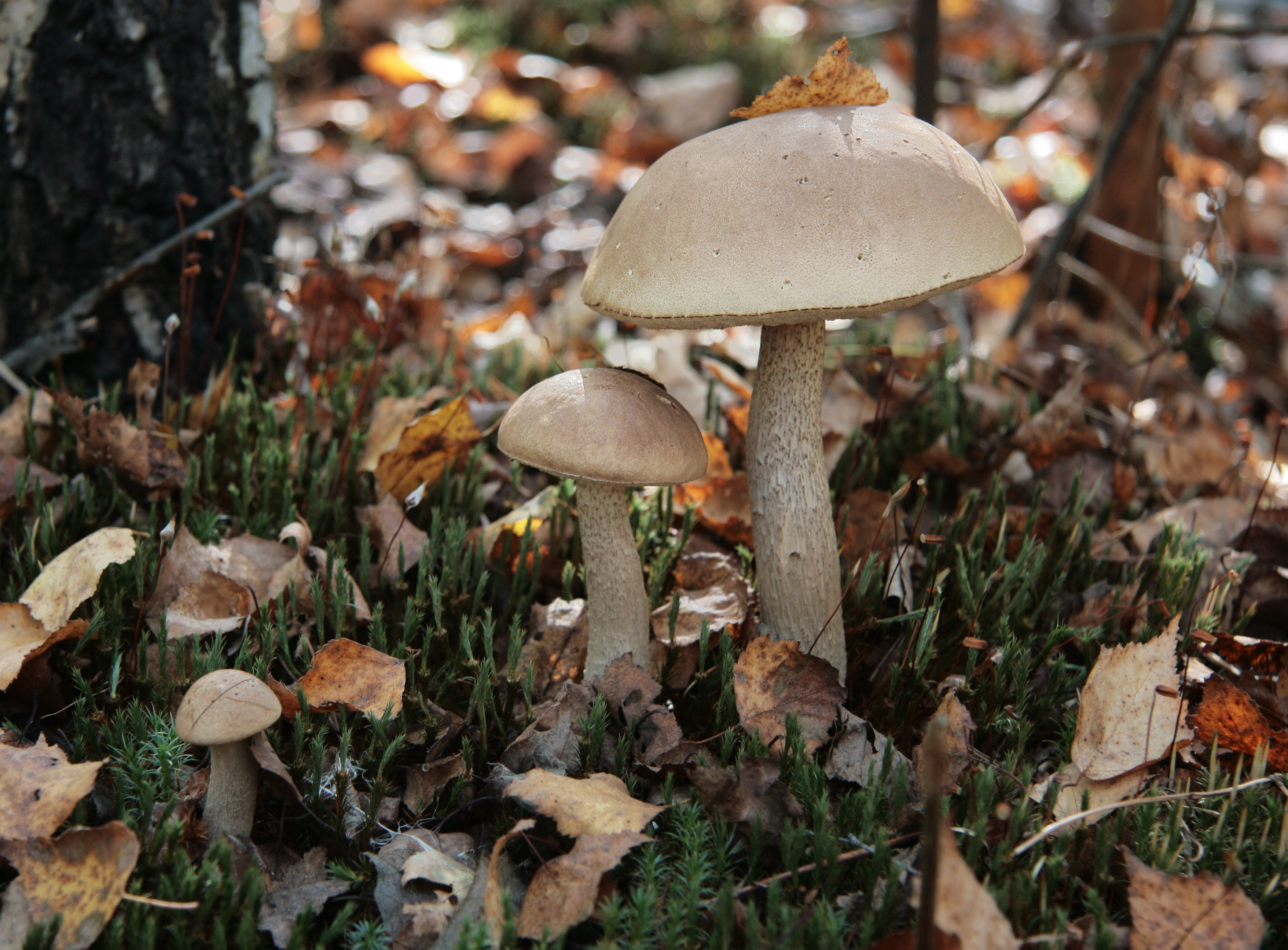
Leccinum holopus
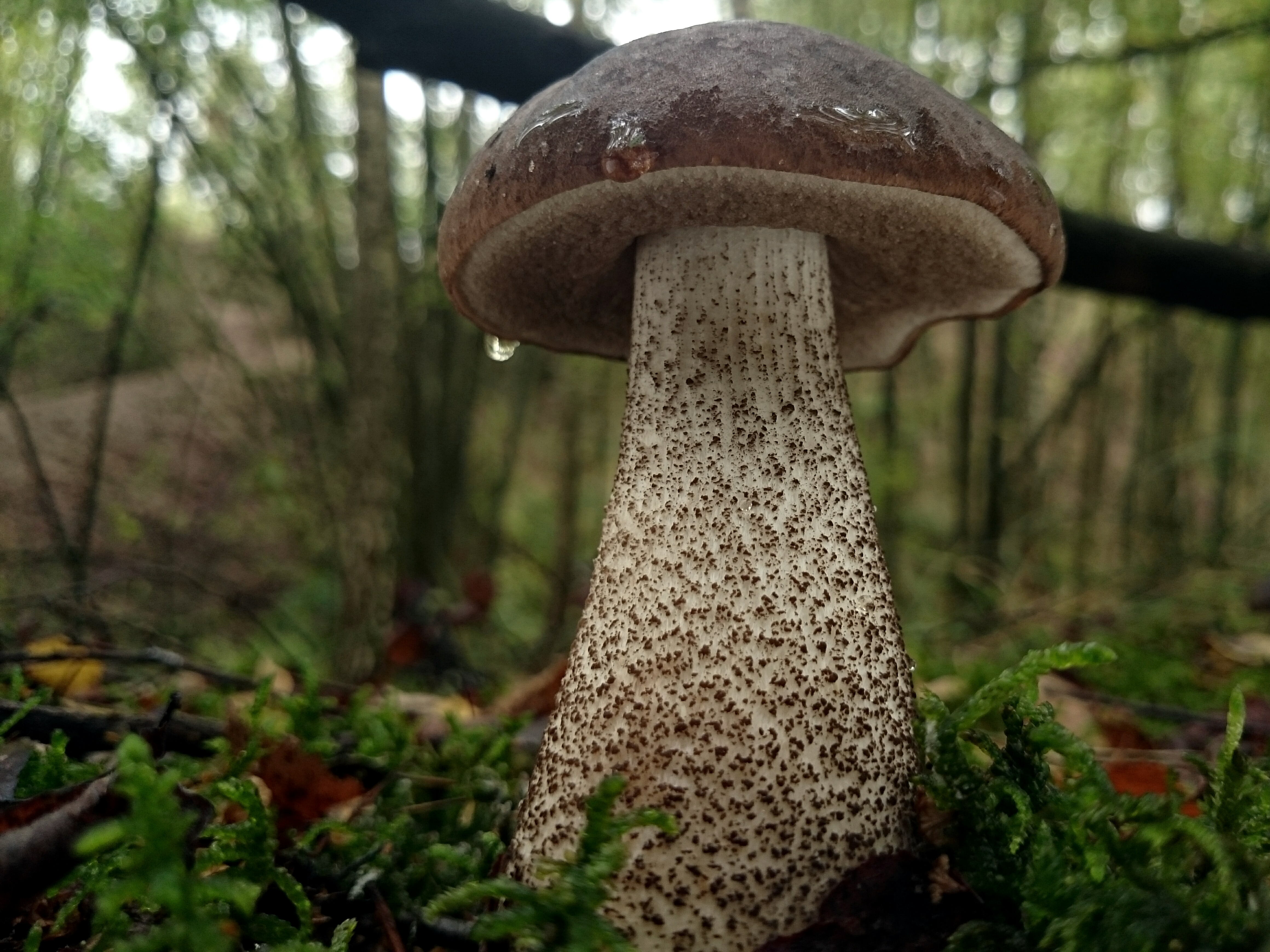
Leccinum melaneum

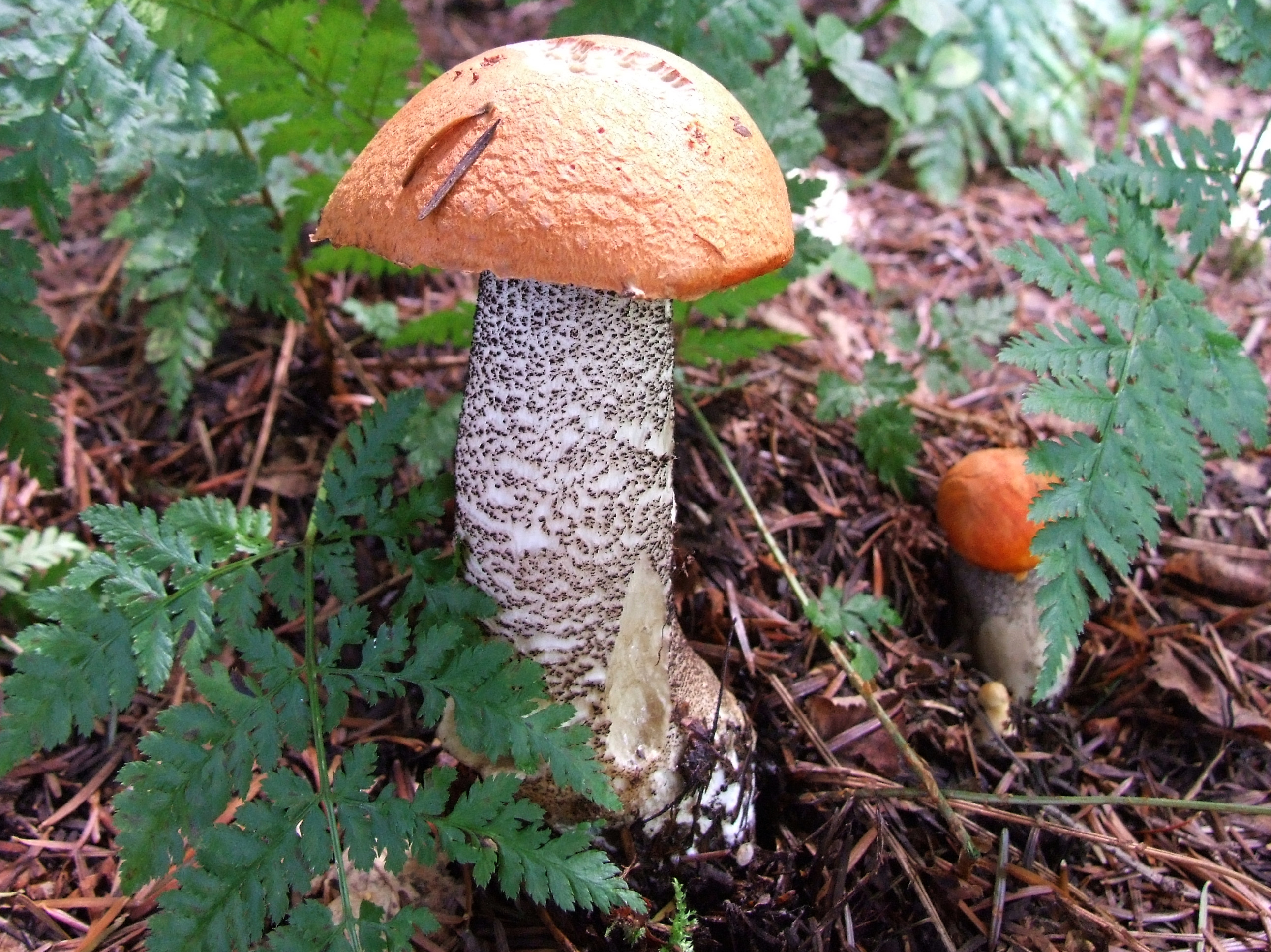
Leccinum piceinum
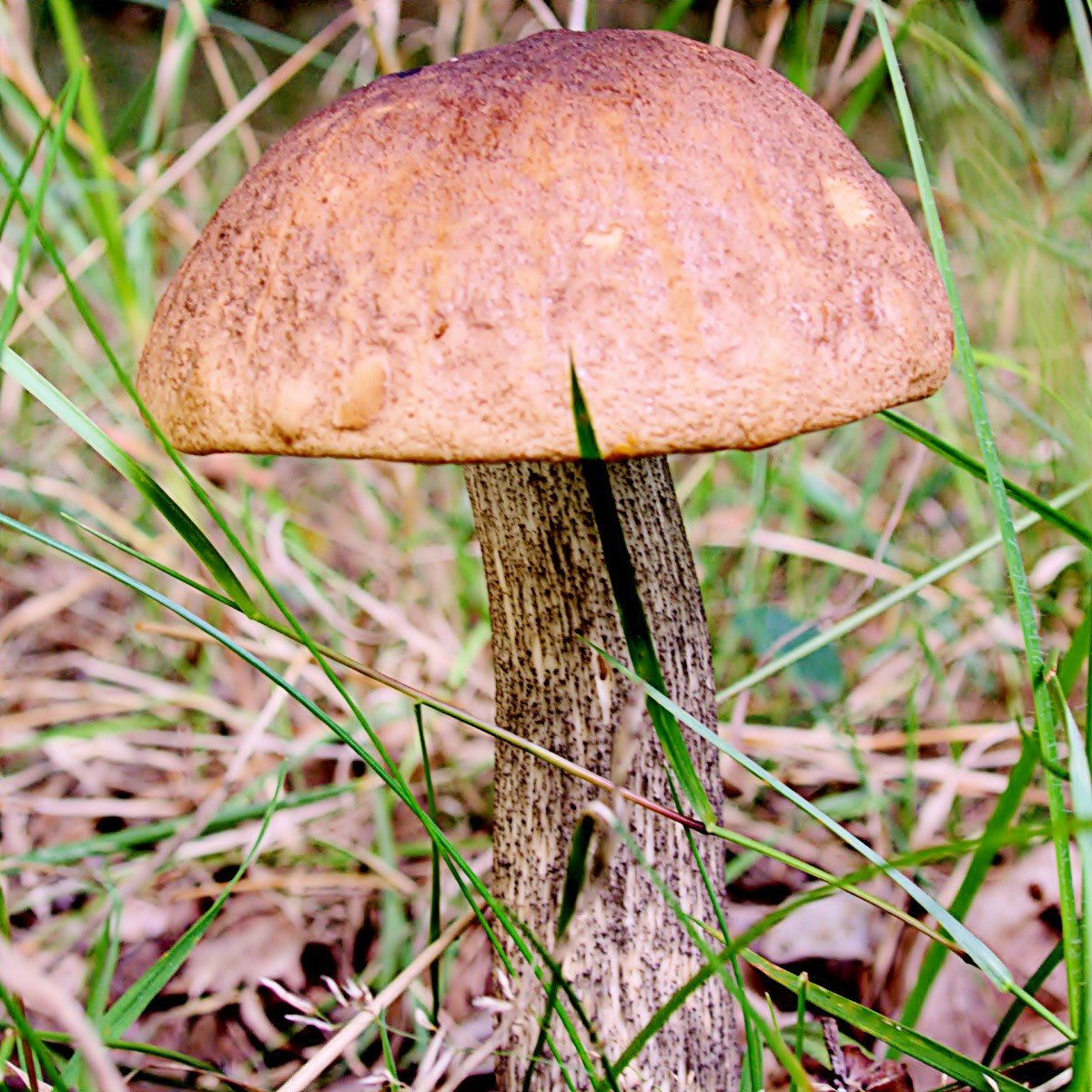
Leccinum quercinum
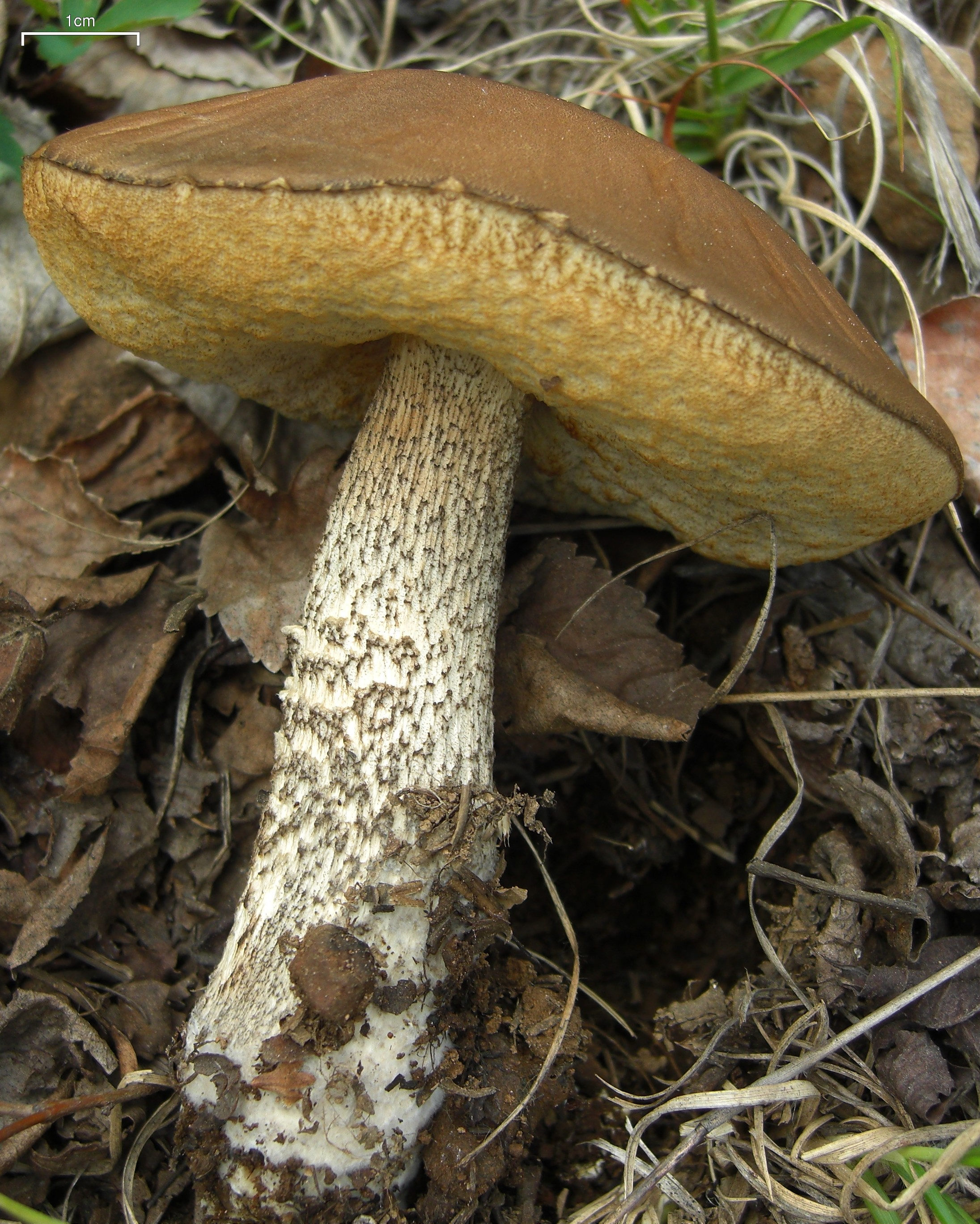
Leccinum scabrum
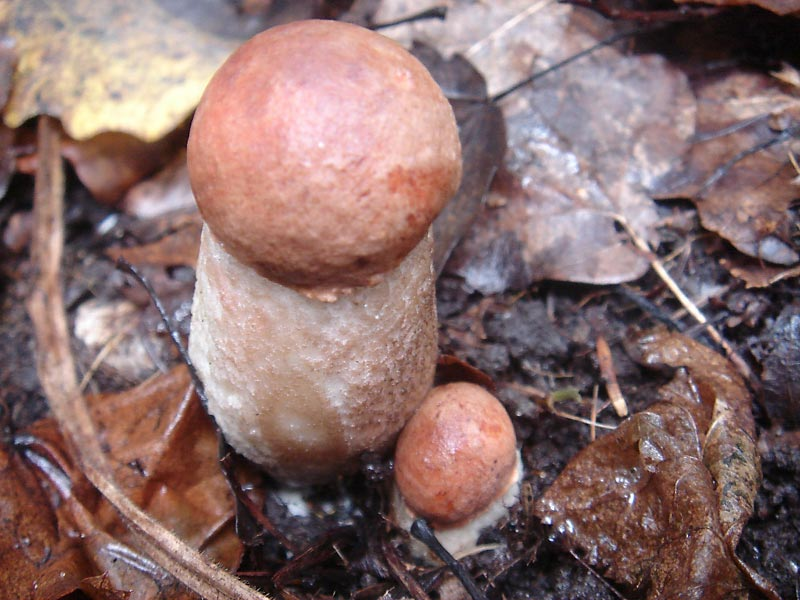
Leccinum vulpinum
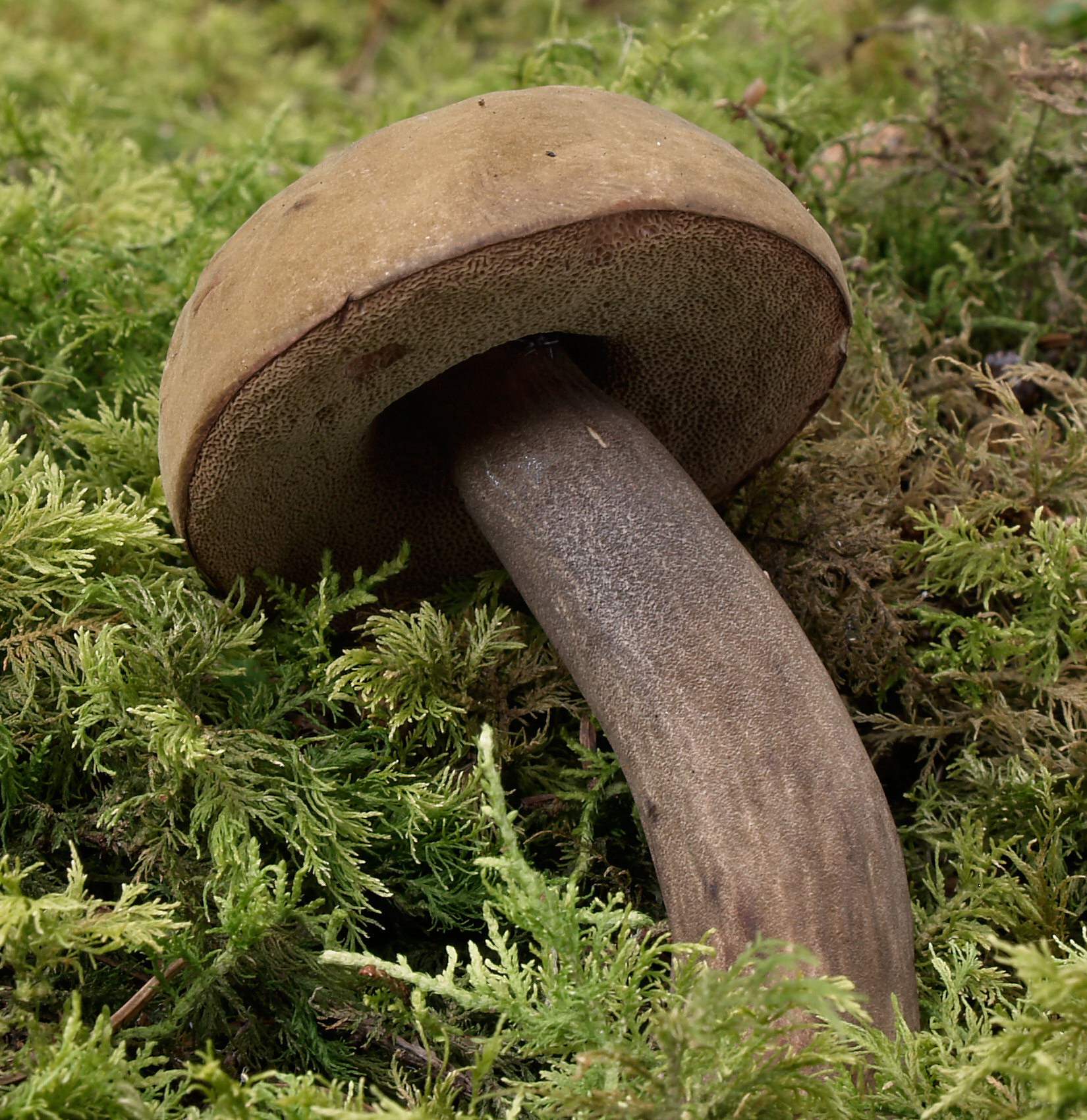
Porphyrellus pseudoscaber

## Valorificare

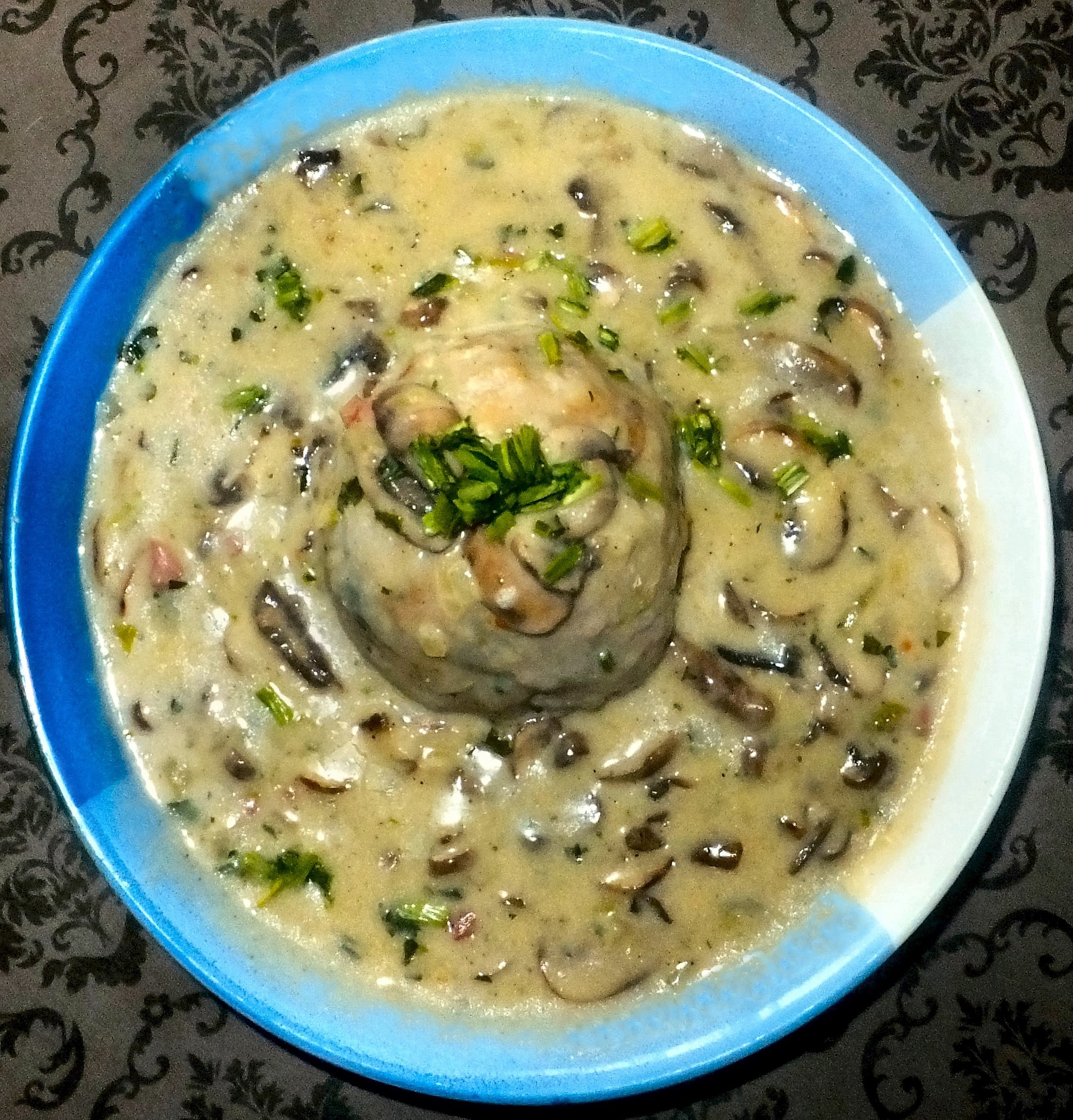
Ciulama de ciuperci cu Gălușcă de chifle tiroleză

Această ciupercă are avantajul să fie numai rareori atacată de viermi. Bureții proaspeți pot fi pregătiți ca ciulama, de asemenea împreună cu alte ciuperci de pădure sau adăugați la un sos de carne de vită sau vânat. Mai departe, ei pot fi tăiați felii și congelați. De asemenea este posibilă, după tăierea în felii, uscarea lor. Culoarea bureților va fi atunci de culoare închisă. Foarte gustoși sunt preparați ca Duxelles (un fel de zacuscă).
S-a afirmat, că, specia Leccinum versipelle, consumată crudă, poate să genereze incompatibilități, ba chiar intoxicații ușuoare. Astfel, ea este de consumat prăjită sau gătită.